# Snake's Revenge
Snake's Revenge è un videogioco di azione/spionaggio sviluppato da Konami per NES. Uscì in Nord America nell'aprile 1990 (sotto etichetta Ultra Games) e in Europa nel marzo 1992 (sotto etichetta Konami).
Uscito nello stesso anno di Metal Gear 2: Solid Snake, il gioco si propone come sequel di Metal Gear per NES.

## Trama
Tre anni dopo gli eventi del gioco originale, il governo degli Stati Uniti scopre che dei terroristi, non meglio identificati, sono in possesso del progetto del Metal Gear 1, e hanno costruito una nuova versione detta "Metal Gear 2"; toccherà al tenente Solid Snake (protagonista nel primo episodio della saga), aiutato da un marine e un infiltrato, distruggere anche questa copia.
Prima di tutto Snake si infiltra nella base di costruzione, situata in una giungla, per trovare la super arma, ma scopre che tutte le copie sono già state imbarcate su una nave che molto presto raggiunge e affonda. Successivamente viene spedito nella principale base nemica dove sgominerà la banda di terroristi.

## Produzione
Dopo il sorprendente successo della versione NES di Metal Gear nel mercato occidentale (specialmente in Nord America, dove Metal Gear vendette milioni di copie), Konami decise lo sviluppo di un sequel per  NES; il titolo doveva andare incontro principalmente ai gusti occidentali. Il videogioco fu realizzato dallo stesso staff di Castlevania per NES.
Metal Gear 2: Solid Snake uscì solamente in Giappone per MSX2, mentre Snake's Revenge diventò il seguito di Metal Gear per il mercato nord americano ed europeo. Snake's Revenge non uscì mai in Giappone.
Hideo Kojima ha ammesso di divertirsi giocando a Snake's Revenge, che è tutto sommato abbastanza fedele al "Metal Gear Concept".
Il titolo del videogame è semplicemente Snake's Revenge, sia sulla schermata iniziale sia sulla confezione; anche se, al tempo dell'uscita, molte riviste (inclusa Nintendo Power) lo chiamavano spesso Snake's Revenge: Metal Gear II, per evidenziarne la relazione col prequel.

## Personaggi
- Lt. Solid Snake - È il personaggio principale. Snake lavora ancora con FOXHOUND, invece di aver smesso dopo l'ultima missione. Invece di infiltrarsi nella base nemica completamente da solo, dirige la propria squadra FOXHOUND e inizia la missione con un coltello ed una pistola già nell'inventario. Possiede il grado di Luogotenente ed è spesso chiamato "Lt. Snake" dai compagni nel gioco; Solid Snake è il grado, non il suo nome in codice.
- John Turner - È un ufficiale US Navy e lavora per FOXHOUND. Fa da supporto nella missione di infiltrazione di Snake.
- Nick Myer - Membro afroamericano di FOXHOUND. È un Marine. Nick fa da supporto alla squadra come esperto di esplosivi.
- Jennifer - Membro della forza di resistenza di Outer Heaven. Jennifer assume anche una volta il ruolo di agente doppio-giochista e fornirà informazione di intelligence.
- Big Boss - Comandante di Snake, si è schierato contro di lui durante gli eventi di Outer Heaven. Nella storyline di Snake's Revenge, Big Boss ha subito profonde ferite dalla battaglia con Snake, che lo hanno obbligato ad assumere le sembianze di un cyborg.

## Sequel
Nello stesso anno uscì il sequel canonico di Metal Gear: Metal Gear 2: Solid Snake